# Jüdischer Friedhof (Schotten)

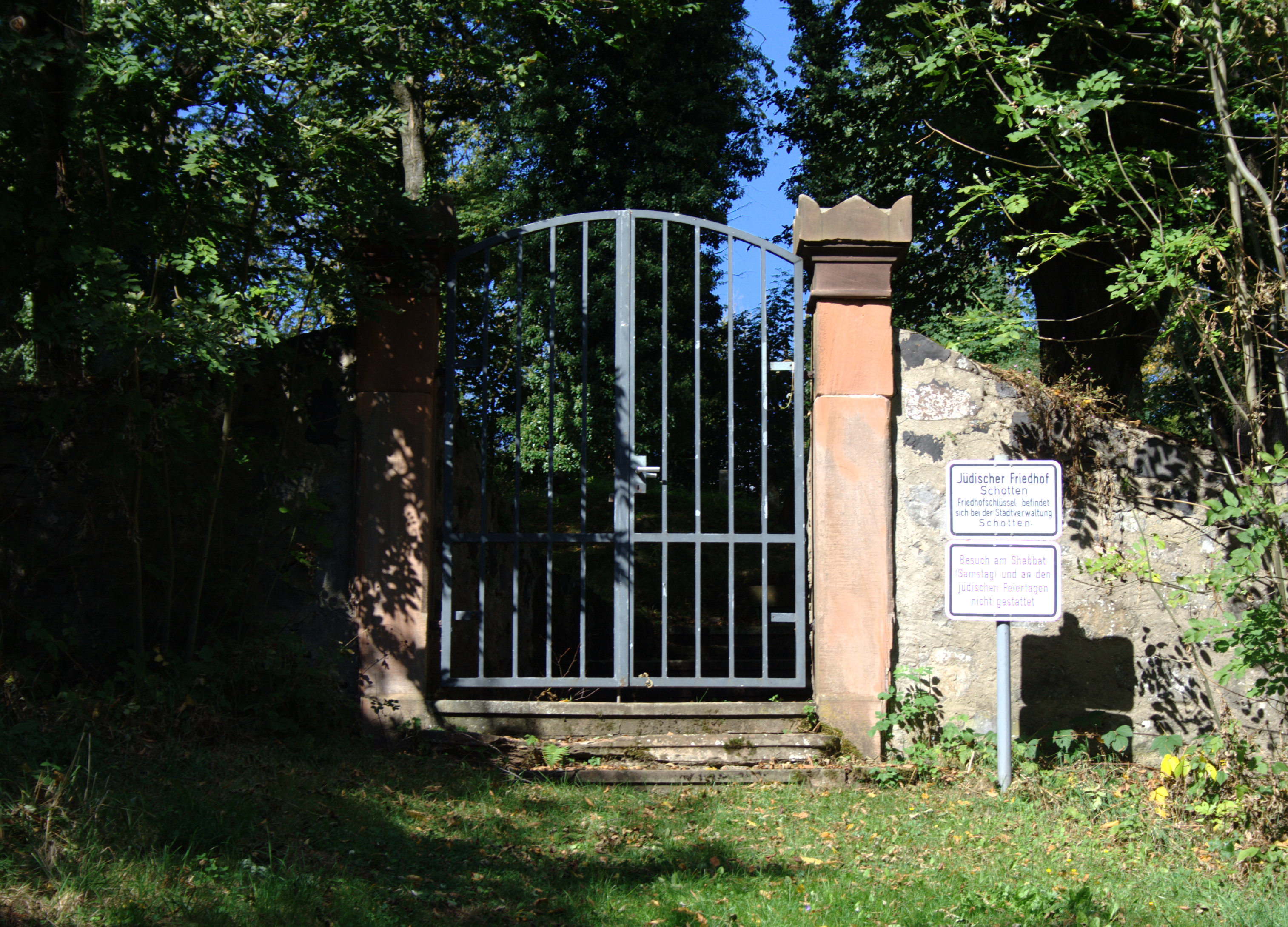
Eingang zum jüdischen Friedhof in Schotten

Der Jüdische Friedhof in Schotten, einer Gemeinde im Vogelsbergkreis in Hessen, wurde im 17. Jahrhundert errichtet. Der jüdische Friedhof liegt im Westen der Stadt an der Julie-Herold-Straße.

## Geschichte
Die älteren Gräber finden sich im linken Friedhofsteil und die neueren rechts. Der Friedhof wird von einer Feldsteinmauer umgeben. Auf dem 27,44 ar großen Areal sind heute noch 118 Grabsteine vorhanden, die aus der Zeit von 1695 bis 1937 stammen.